# Jo Amar
Pour les articles homonymes, voir Amar.
Joseph "Jo" Amar (hébreu : ג'ו (יוסף) עמר, arabe : يوسف (جو) عمار) est un chanteur et chantre judéo-marocain israélien  (1er juin 1930 — 26 juin 2009).

## Biographie
Jo Amar est né à Settat où son grand-père avait officié comme grand-rabbin, et connaît une enfance ordinaire, entre l’école talmudique de Mekhnès où ses parents l’envoient d’office et la rue où il s’imbibe de musique française et marocaine. Doté d’une voix de ténor, celui qui se destinait à l’enseignement de la langue hébraïque, commence sa carrière de chanteur à la fin des années 1940 au Maroc. Arrivé en Israël avec son frère Shalom en 1956, il s'installe au Moshav Yad Rambam, fondé à proximité de Ramla par des immigrants de Fès. 
Il se fait rapidement connaître par son répertoire de musique judéo-andalouse (Barcelona) et de liturgie judéo-marocaine (Yisma’h Moshe « Moïse se réjouira », issu de l’office du samedi matin), ouvrant les Juifs d’Europe à des sonorités inconnues d’eux jusqu’alors. D’aucuns y voient pour cette raison un pionnier de la musique mizrahi en Israël, et il se montre soucieux des déboires que traversent en Israël les Juifs qui ne sont pas issus d’Europe, composant peu après les émeutes de Wadi Salib (en), Shir Hashikor (« Chanson du saoûlot »), sa version personnelle des évènements, et Lishkat avoda (« Agence de l’emploi »), le premier chant protestataire à dénoncer la discrimination qui frappe en Israël les Juifs « orientaux » en général et les Juifs marocains en particulier. 
Pour autant, Jo Amar n’entend pas se situer en dehors du récit national israélien, et sa musique n’est pas cantonnée au registre oriental, a contrario d’Albert Moghrabi (he) avant lui ou Zohar Argov après. Vocaliste plutôt qu’auteur-compositeur, il mélange les genres, mettant en musique Shalom leben-dodi (« Salut à mon cousin ») — un poème composé au Moyen Âge par Salomon ibn Gabirol dont il estompe quelque peu l’inspiration biblique lorsqu’il remplace Shalom lekha dodi, « Salut à toi, aimé » tiré du Cantique des Cantiques, par son titre actuel — sur une musique populaire marocaine de Mohammed Wahabi, se produisant en yiddish pour un public juif américain et collaborant avec Naomi Shemer pour enregistrer Shilggya (« Blanche-Neige »), une reprise en hébreu des Souliers de Guy Béart (1965),.
Jo Amar se produit avec Lilith Nagar (en) au Festival de la chanson d'Israël en 1960, remportant la troisième place avec la chanson Leil Ha'hag (« La nuit de la fête ») dont le premier couplet est chanté en arabe. Il se déplace fréquemment à travers le monde dans des salles de grande et petite contenance, depuis les cabarets et salles de mariage aux grands halls, donnant un concert en France en 1962, en Iran un an plus tard, et au Carnegie Hall en 1965 ; l’accueil qu’il y reçoit, le convainc de s’établir à New York en 1970, puis à Los Angeles. Il devient alors l’un des chantres les plus réputés des États-unis, et y établit des ateliers de hazzanout ainsi qu’en Europe. Il tente un retour en Israël en 1980 afin d’y ouvrir un centre de hazzanout supplémentaire, et se produit régulièrement avec l’Orchestre andalou d’Israël (en) ou dans une publicité pour le café turc d’Elite mais il revient finalement aux États-unis bien que prêtant sa voix au sonal du parti Shass pour les élections de 1988. Il réitère l’essai en 2000, après la mort de son épouse Raymonde, et est frappé d’un accident vasculaire cérébral qui le laisse paralytique et parkinsonien, affectant ses capacités vocales et entraînant sa retraite définitive.